# Penggarutan
Penggarutan is een bestuurslaag in het regentschap Brebes van de provincie Midden-Java, Indonesië. Penggarutan telt 3419 inwoners (volkstelling 2010).